# 折衷学派
折衷学派（せっちゅうがくは）とは、江戸中期の儒学の一派。古学・朱子学・陽明学など先行各派の諸説の長所のみをとるという折衷穏当な説を唱えた学者たちの総称。学派といっても朱子学派のように一定の学説に基づく流派ではなく「一人一学説」が特色。
古学派全盛の後、18世紀後半、当時高名の儒者10人のうち8、9人は折衷学といわれるほど流行した。代表的な学説は、折衷学の提唱者である井上金峨の『経義折衷』（1764年）、片山兼山の『山子垂統』（1775年）等にうかがえる。全体の傾向として、特に徂徠学派（古文辞学派）を批判し、朱子学的な倫理重視の思想への回帰が見られる。折衷学派の自由な学風は、寛政異学の禁（1790年）で禁圧対象となったが、折衷的学風はその後の儒学界に深く影響し、またその文献実証の方法は幕末の考証学派に受け継がれた。

## 人物
- 榊原篁洲（1656年 - 1706年）
- 三宅石庵（1665年 - 1730年）
- 宇野明霞（1698年 - 1745年）
- 井上蘭台（1705年 - 1761年）
- 片山北海（1723年 - 1790年）
- 細井平洲（1728年 - 1801年）
- 片山兼山（1730年 - 1782年）
- 井上金峨（1732年 - 1784年）
- 中井履軒（1732年 - 1817年）
- 冢田大峯（1745年 - 1832年）
- 亀田鵬斎（1752年 - 1826年）
- 山本北山（1752年 - 1812年） - 門人の大田錦城が考証学派の筆頭[5]
- 太田全斎（1759年 - 1829年）
- 猪飼敬所（1761年 - 1845年） - 古注学も学ぶ